# Bandera d'Alcanó
La bandera oficial d'Alcanó té la següent descripció:
Bandera apaïsada, de proporcions dos d'alt per tres de llarg, verd fosc, amb la colobrina groga de l'escut de gruix 1/4 de l'alçària del drap i llargària 15/24 de la del mateix drap, posada horitzontalment amb la boca al costat de l'asta, al centre.
Va ser aprovada el 7 de març de 2006 i publicada en el DOGC el 23 de març del mateix any amb el número 4599.